# Радж Капур
Радж Капур (гінді राज कपूर, англ. Raj Kapoor; 14 грудня 1924, Пешавар, Британська Індія — 2 червня 1988, Делі, Індія) — знаменитий індійський актор, режисер, сценарист, продюсер, відомий також як «індійський Чарлі Чаплін», «батько індійського кіно», «блакитноокий король Сходу», «товариш Бродяга», «індійський Петро I». Популярність здобув завдяки виходу у світ фільмів «Бродяга» та Боббі (виступив як режисер). За вагомий внесок у кіноіндустрію удостоєний зірки на Голівудській Алеї Слави під номер 7080.

## Біографічні відомості
Радж Капур народився 14 грудня 1924 року в Пешаварі в сім'ї видатного актора і театрального діяча Прітхвіраджа Капура і Рами Прітхвірадж Капур.
Свою першу роль в кіно Радж Капур зіграв у 1935 році у віці одинадцяти років. З ранніх років грав на театральній сцені в театрі свого батька «Prithvi Theatre», проявивши здібності до імпровізації, емоційність і темперамент.
У 1948 році Капур заснував власну студію «RK Films» і взявся за створення великомасштабної картини «Сезон дощів», з якої почалася його нев'януча режисерська слава.
На батьківщині, в Індії, Радж був і залишається культовою фігурою, має неймовірне число нагород, визнаний «шоуменом тисячоліття» і вшановується як один з «піонерів» і класиків індійського кіно епохи його «Золотого Століття».

## Фільмографія

### Актор
- 1935: Inquilab
- 1943: Gauri (Гаурі)
- 1943: Hamari Baat (Хамарі Баат)
- 1946: Valmiki (Валкімі)
- 1947: Chittor Vijay (Читор Віджай)
- 1947: Dil-Ki-Rani (Діл-Кі-Рані)
- 1947: Jail Yatra (В'язниця Ятра)
- 1947: Neel Kamal (Ніл Камал)
- 1948: Amar Prem (Амар Прем)
- 1948: Gopinath (Гопінатх)
- 1948: Aag (Вогонь)
- 1949: Barsaat (Дощ)
- 1949: Andaz (Стиль)
- 1949: Parivartan (Зміна)
- 1949: Sunehre Din (Дні Слави)
- 1950: Banwra (Зробити)
- 1950: Bawre Nain (Приблизно)
- 1950: Dastan (Дастан)
- 1950: Pyaar (Дорогий)
- 1950: Jan Pahchaаn (Знайомство)
- 1950: Sargam (Гамма)
- 1951: Awaara (Бродяга)
- 1952: Ashiana (Додому)
- 1952: Anhonee (Неприємний)
- 1952: Amber (Бурштиновий)
- 1952: Bewafa (Нелояльний)
- 1953: Aah (Приходь)
- 1953: Dhoon (Мелодія)
- 1953: Paapi (Грішник)
- 1955: Shree 420 (Містер 420)
- 1956: Chori Chori (Тихо)
- 1956: Jagte Raho! (Залишайся бадьорим! )
- 1957: Sharada (Шарда)
- 1958: Parvarish (Виховання)
- 1958: Phil Subha Hogi
- 1959: Anari
- 1959: Char Dil Char Raahein
- 1959: Kanhaiya
- 1959: Main Nashe Men Hoon
- 1960: Chhalia
- 1960: Jis Desh Men Ganga Behti Hai
- 1960: Shriman Satyawadi
- 1961: Nazrana
- 1962: Aashiq
- 1963: Dil Hi To Hai
- 1963: Ek Dil Sau Afsane
- 1964: Sangam
- 1964: Dulha Dulhan
- 1966: Teesri Kasam
- 1967: Diwana
- 1967: Around the World
- 1968: «Продавець мрії»
- 1970: Mera Naam Joker
- 1971: Kal Aaj Aur Kal
- 1973: Mera Desh Mera Dharam
- 1975: Do Jasoos
- 1975: Dharam Karam
- 1976: Khaan Dost
- 1977: Chandi Sona
- 1978: Naukri
- 1978: Satyam Shivam Sundaram
- 1980: Abdullah
- 1982: Vakil Babu
- 1982: Gopichand Jasoos
- 1984: Kim

### Сценарист
- 1985: Ram Teri Ganga Maili

### Режисер
- 1948: Aag
- 1949: Barsaat
- 1951: Бродяга / Awaara
- 1955: Shree 420
- 1964: Sangam
- 1970: Mera Naam Joker
- 1973: Боббі / Bobby
- 1978: Satyam Shivam Sundaram
- 1982: Prem Rog
- 1985: Ram Teri Ganga Maili

### Продюсер
- 1948: Aag
- 1949: Barsaat
- 1951: Бродяга / Awaara
- 1953: Aah
- 1954: Boot Polish
- 1955: Shree 420
- 1956: Jagte Raho!
- 1957: Ab Dilli Dur Nahin
- 1960: is Desh Men Ganga Behti Hai
- 1964: Sangam
- 1970: Mera Naam Joker
- 1971: Kal Aaj Aur Kal
- 1973: Боббі / Bobby
- 1975: Dharam Karam
- 1978: Satyam Shivam Sundaram
- 1981: Biwi-O-Biwi
- 1982: Prem Rog